# Irene Whittome
Irene F. Whittome est une artiste multidisciplinaire canadienne, qui pratique entre autres la photographie, la peinture, la gravure et l'assemblage. Née en 1942 à Vancouver, elle réside et travaille à Ogden, en Estrie. 

## Biographie
Entre 1995 et 2000, le travail d'Irene F. Whittome a, notamment, fait l’objet de quatre expositions individuelles dans des lieux institutionnels : au CIAC – Centre international d'art contemporain de Montréal (1995), au Musée d'art contemporain de Montréal (1997), au Centre canadien d'architecture (1998) ainsi qu’au Musée national des beaux-arts du Québec (2000). En 2001, elle commence à travailler dans la région de Stanstead pour la réalisation de Conversation Adru présenté à la Galerie d’art de l’Université Bishop (aujourd’hui Galerie d’art Foreman) (2004). Elle achète en 2003 une carrière de granite désaffectée à Ogden et y construit son atelier pour y travailler en 2004.
Irene F. Whittome a remporté, pour son excellence artistique, le prix Victor-Martyn-Lynch-Staunton du Conseil des arts du Canada (1991), le Prix de la fondation Gershon Iskowitz, Toronto (1992), le prix Paul-Émile-Borduas du Gouvernement du Québec (1997) et le Prix du Gouverneur général en arts visuels et en arts médiatiques (2002). En 2005, elle a été nommée officier de l’Ordre du Canada. Ses œuvres font partie des collections des plus importants musées canadiens et elle est représentée, depuis 2005, par la Galerie Simon Blais à Montréal.
De 1968 à 2007, elle est professeure à l'Université Concordia et y conçoit le département d'Open Media.
En 1985, elle ajoute à son nom de famille l’initiale « F », du nom du fleuve Fraser, en Colombie-Britannique et officialisera la modification en 1991.    

## Honneurs
- 1989 - Prix Lynch-Staunton
- 1997 - Prix Paul-Émile-Borduas
- 2002 - Prix du Gouverneur général en arts visuels et en arts médiatiques
- 2004 - Officier de l'Ordre du Canada

## Collections, expositions
- 1969 : Galerie Tendances contemporaines, La Louvière, Belgique/Belgium
- 1971 : Whittome, Université Sir George Williams, Montréal
- 1973 : Assemblages : Objets, Inventions, Galerie Martal, Montréal
- 1975 : The White Museum/Le Musée blanc, Galerie Espace 5 ; Musée d’art contemporain de Montréal
- 1977 : Paperworks, Galerie Yajima, Montréal
- 1978 :
  - Paperworks I, Galerie nationale du Canada/National Gallery of Canada, Ottawa
  - Irene Whittome: Recent Works, Agnes Etherington Art Centre, Queen’s University, Kingston
- 1979 :
  - Paperworks II [réinstallation/re-installation], Galerie nationale du Canada/National Gallery of Canada, Ottawa
  - Irene Whittome, Model One–Work at School/Classroom 208, P. S.1, Center for the Experimental Arts, Institute for Art and Urban Resources Inc., Long Island City, New York, États-Unis
- 1980 :
  - Irene Whittome/Encaustics 1980, Galerie Yajima, Montréal
  - Irene Whittome 1975-1980, Vancouver Art Gallery ; Winnipeg Art Gallery ; Art Gallery of Hamilton (1981) ; Musée des beaux-arts de Montréal, (1980)
- 1981 :
  - The View from the Window, Ikon Gallery, Birmingham, Angleterre/England
  - Irene Whittome, 49e Parallèle, Centre d’art contemporain canadien/49th Parallel, Centre for Contemporary Canadian Art, New York, États-Unis ; version réduite de l’exposition Irene Whittome 1975-1980, présentée à Montréal en 1980
- 1982 : Room 901, œuvres présentées simultanément à l’atelier de l’artiste, 1030, rue Saint-Alexandre, à la Galerie Yajima et au Musée d’art contemporain de Montréal dans le cadre de l’exposition Repères : art actuel du Québec, Montréal
- 1983 :
  - Irene Whittome 1980-82, Alberta College of Art Gallery, Calgary
  - La Gauchetière, Galerie du Musée du Québec
- 1984 : Incunabula for a Bridge, Herbert F. Johnson Museum of Art, Cornell University, Ithaca, New York, États-Unis
- 1986 : Oeuvres avec Thomas Corriveau, Peter Krausz et Robert Holland Murray, Studio Blanc, Montréal
- 1987 : Creativity/Fertility, Galerie Christiane Chassay, Montréal
- 1988 : Individuelle Mythologien, Galerie L’Aire du Verseau, Paris, France
- 1989 :
  - Le Musée des Traces, rues Clark et Marie-Anne, Montréal
  - Irene F. Whittome, Parcours dessiné : Hommage à Jack Shadbolt/Drawings, 1963-1988: A Tribute to  Jack Shadbolt, Musée régional de Rimouski (1990-1991) ; Surrey Art Gallery (1990) ; Musée d’art de Joliette (1989)
- 1990 :
  - Irene F. Whittome [1970-1990], Galerie Samuel Lallouz, Montréal[1]
  - Irene F. Whittome : Le Musée des Traces, Art Gallery of Ontario/Musée des beaux-arts de l’Ontario, Toronto[2]
- 1992 :
  - Irene F. Whittome, Encaustiques, Galerie Samuel Lallouz, Montréal
  - Class Room 208, Le Musée noir II, Galerie De Tugny Lamarre, Paris, France
- 1994 : Curio, Édifice Belgo, espace 502, Montréal
- 1995 : Irene F. Whittome : Consonance, CIAC – Centre international d’art contemporain de Montréal
- 1996 : Irene F. Whittome. Curio/claviers, Musée des beaux-arts du Canada
- 1997 : Irene F. Whittome, Art Gallery of Nova Scotia, Halifax (2000) ; Mendel Art Gallery, Saskatoon ; London Regional Art and Historical Museums, London, Ontario (1999) ; Maison Hamel-Bruneau, Sainte-Foy (1998) ; Musée d’art contemporain de Montréal (1997)
- 1998 : Embarquement pour Katsura : Irene F. Whittome au CCA, Centre canadien d’architecture/Canadian Centre for Architecture, Montréal[3]
- 2000-2002 : Irene F. Whittome : Bio-fictions, Centre de l’image et de l’impression, La Louvière, Belgique (2002) ; Musée du Québec (2000)[4]
- 2004 : Conversations Adru, Galerie d’art de l’Université Bishop/Art Gallery of Bishop’s University, Sherbrooke
- 2005 : Paperworks III – 1960-2005, Galerie Simon Blais, Montréal
- 2007 : Words Do Not Matter, Galerie Simon Blais, Montréal
- 2008 : Recyclage, Carrière Ogden, Estrie (en cours/in progress)
- 2010 : Conjunctio, Centre d’exposition de l’Université de Montréal
- 2013 :
  - Irene F. Whittome. Room 901, VOX, centre de l’image contemporaine, Montréal
  - Bestiaire, Occurrence, espace d’art et d’essai contemporains, Montréal
  - Aftermath, Galerie Simon Blais, Montréal

## Galerie
Irene F. Whittome est représentée par la Galerie Simon Blais à Montréal.